# Азаматов, Евгений Александрович
Евгений Александрович Азаматов (род. 21 марта 1990, Караганда, СССР) —  казахстанский футболист, защитник.
Воспитанник карагандинского «Шахтёра». Дебютировал в высшем дивизионе чемпионата Казахстана в 2008 году, сыграв за «Шахтёр» в 6 матчах. В следующих двух сезонах за основную команду на поле в официальных матчах не выходил, играл в турнире дублёров. В 2011 году перешёл в «Актобе». За команду, ставшую  бронзовым призёром чемпионата, сыграл в 7 матчах. С 2012 года играл за ряд других казахстанских команд. В Суперлиге, помимо игр в 2008 и 2011 годах, также сыграл в 2015 году 11 матчей за «Шахтёр», в остальные сезоны играл за команды первой лиги.
Играл за молодёжную сборную Казахстана: в июне 2011 года сыграл в 4 матчах квалификации к Евро-2013 против Румынии (0:0, 1:1), Словакии (0:1) и Франции (0:2), в январе 2012 года участвовал в матче 1-го тура Кубка Содружества против России (0:1).
Работал в Центре доктора Бубновского. В августе 2020 года при содействии Луки Павловича перешёл в получивший в том же году статус академии центр подготовки молодых футболистов калининградской «Балтики», где стал работать тренером детско-юношеских команд. С 2022 года — главный тренер команды «Балтики» игроков 2006 года рождения в Северо-Западном дивизионе ЮФЛ.